# Mirella Tarabocchia
Mirella Tarabocchia (29 settembre 1938) è un'ex cestista italiana.

## Carriera
Con l'Italia ha disputato tre edizioni dei Campionati europei (1956, 1960, 1962).